# Aegialites marinensis
Aegialites marinensis är en skalbaggsart som beskrevs av Zerche 2004. Aegialites marinensis ingår i släktet Aegialites och familjen trädbasbaggar. Inga underarter finns listade i Catalogue of Life.